# Liberator (groupe)
Liberator est un groupe suédois de ska, originaire de Malmö. Formé en 1994, le groupe est signé chez Burning Heart. Le groupe ne semble plus en activité depuis 2009.

## Histoire
Au début, le groupe n'est qu'un cover band qui comptait des chansons rock 'n' roll de Madness et The Beat dans son répertoire, mais il commence rapidement à produire ses propres chansons. La percée se fait avec l'album This Is Liberator (1996), et la chanson Ruder than You est largement diffusée à la radio. Leur premier album est réédité chez Burning Heart en 2002.
Après l'EP Carefully Blended (1997), le guitariste Per Hedberg quitte le groupe et est remplacé par Daniel Mattison. Les années suivantes voient la sortie de deux autres albums et d'une compilation comprenant des faces B. Le groupe tourne en Suède et surtout dans le reste de l'Europe, ses plus gros marchés étant les Pays-Bas, l'Allemagne et la Belgique.
Après le troisième album, Worldwide Delivery,, trois des membres originaux, Erik Wesser, Peter Andersson et Johan Holmberg, quittent le groupe pour se consacrer à leur famille et à leur carrière civile, et les nouveaux membres sont Mattias Pedersen et Robert Engstrand. Au festival de Malmö en 2006, cependant, Liberator MkII, le deuxième line-up, est de retour sur scène.
Avec la formation originale de 1997 réunie, le groupe commence à travailler sur de nouveaux morceaux et a sorti en 2008 l'EP Ring the Alarm sur le label finlandais Break a Leg Entertainment (BALE). Il comprend une reprise du tube Never Never du groupe The Assembly des années 1980, ainsi que Rudies Don't Change.
Liberator sort un nouvel album studio, Stand and Deliver, à l'automne 2009, poursuivant ainsi sa collaboration avec BALE. 

## Discographie
- 1996 : This is Liberator
- 1998 : Worldwide Delivery
- 2000 : Too Much of Everything
- 2001 : Soundchecks 95-00
- 2003 : Are You Liberated ?
- 2009 : Stand and Deliver